# Annabel Steadman
Pour les articles homonymes, voir Steadman.
 (avril 2025).
La mise en forme du texte ne suit pas les recommandations de Wikipédia : il faut le « wikifier ».
Les points d'amélioration suivants sont les cas les plus fréquents :
- Les titres sont pré-formatés par le logiciel. Ils ne sont ni en capitales, ni en gras.
- Le texte ne doit pas être écrit en capitales (les noms de famille non plus), ni en gras, ni en italique, ni en « petit »…
- Le gras n'est utilisé que pour surligner le titre de l'article dans l'introduction, une seule fois.
- L'italique est rarement utilisé : mots en langue étrangère, titres d'œuvres, noms de bateaux, etc.
- Les citations ne sont pas en italique mais en corps de texte normal. Elles sont entourées par des guillemets français : « et ».
- Les listes à puces sont à éviter, des paragraphes rédigés étant largement préférés. Les tableaux sont à réserver à la présentation de données structurées (résultats, etc.).
- Les appels de note de bas de page (petits chiffres en exposant, introduits par l'outil «  Source ») sont à placer entre la fin de phrase et le point final[comme ça].
- Les liens internes (vers d'autres articles de Wikipédia) sont à choisir avec parcimonie. Créez des liens vers des articles approfondissant le sujet. Les termes génériques sans rapport avec le sujet sont à éviter, ainsi que les répétitions de liens vers un même terme.
- Les liens externes sont à placer uniquement dans une section « Liens externes », à la fin de l'article. Ces liens sont à choisir avec parcimonie suivant les règles définies. Si un lien sert de source à l'article, son insertion dans le texte est à faire par les notes de bas de page.
- La présentation des références doit suivre les conventions bibliographiques. Il est recommandé d'utiliser les modèles {{Ouvrage}}, {{Chapitre}}, {{Article}}, {{Lien web}} et/ou {{Bibliographie}}. Le mode d'édition visuel peut mettre en forme automatiquement les références.
- Insérer une infobox (cadre d'informations à droite) n'est pas obligatoire pour parachever la mise en page.

Pour une aide détaillée, merci de consulter Aide:Wikification.
Si vous pensez que ces points ont été résolus, vous pouvez retirer ce bandeau et améliorer la mise en forme d'un autre article.
Annabel Steadman, de son nom de plume A.F. Steadman, est une autrice britannique née en 1992.
Elle a grandi à Canterbury, dans la campagne du Kent, au Sud-Est de l'Angleterre.
En 2005, elle commence ses études à de Canterbury grâce à une bourse d'études et de musique, puis jusqu'en 2017, de langue et de droit au Selwyn College à Cambridge suivant l'ambition d'une carrière d'avocate. Par la suite, elle entreprend un Master en création littéraire.
À 26 ans, elle propose une idée de licornes assoiffées de sang chevauchées par un jeune cavalier, qui rencontre rapidement du succès auprès des éditeurs. Les droits sont finalement achetés par le géant de l'édition Simon & Schuster UK Ldt suite à une mise aux enchères débouchant sur un contrat à 7 chiffres,et la promesse d'un tirage de 60 000 exemplaires, suivi par Sony Picture dans la semaine. En France, c'est Hachette Romans qui a acheté les droits de traduction.
Son opus de cinq tomes, encore en cours, devrait voir son dernier tome sortir en 2025 en UK.

## Sorties en France
- Tome 1 : Skandar et le vol de la licorne, 2022
- Tome 2 : Skandar et le Cavalier fantôme, 2023
- Tome 3 : Skandar et les Epreuves du Chaos, 2024
- Tome 4 : Skandar et la malédiction du squelette ( sortie prévue le 18 juin 2025 )
- Tome 5 : à venir ( le 28 aout 2025 pour l'édition anglaise )